# Тест четири питања
Тест четири питања које мислимо, говоримо или радимо је тест који користе Ротаријанци широм света као етички кодекс за личне и пословне односе. Тест се може применити практично на било који аспект живота. Осмислио га је Херберт Тејлор, американац из Чикага. Касније је усвојен од стране Ротари Интернационала, светске федерације ротари клубова.

## Настанак
У раним 1930-им, Херберт Тејлор је осмислио тест како би спасио своју компанију од банкрота. Веровао је да је био једини човек међу 250 запослених у компанији који је имао наду. Као решење кризе је понудио тест четири питања, који се састоји од 4 питања на која се мора добити тачан одговор:
- Да ли је истина?
- Да ли је поштено према свима?
- Да ли гради добру вољу и пријатељство?
- Да ли је корисно за све?

## Ротари
Када је Тејлор 1940-их био међународни директор Ротарија, предложио је тест организацији и Ротари га је усвојио. Тест се никада није мењао и данас га користе сви Ротаријанци. Представља стандард по ком се сва понашања требају тестирати. Распрострањен је широм света и користи се у приватном и пословном животу. 

## Тест у Гани
Тест се налази исписан у судницама у Гани.